# Joseph Boüessé
Pour les articles homonymes, voir Boüessé.
Joseph Boüessé, (16 juillet 1891 à Montsûrs - 15 mai 1980 à Laval), homme politique français.

## Biographie
Il est le fils de Léon Boüessé, né en 1862, propriétaire, président du Stade Lavallois et de Juliette Esmery. Après ses humanités, il fait son service militaire en 1910 au régiment du 4e Hussards et est en 1914 maréchal des logis chef de peloton. Il participe à la Première Guerre mondiale, où il est blessé en août 1914, à Ethe au cours d'une charge de cavalerie. Il combat ensuite dans les tranchées, où il resta six mois. Il rejoint en juillet 1916, l'aviation, obtient le brevet de pilote en octobre 1916, et devient successivement bombardier, moniteur d'école et enfin pilote réceptionnaire. Sa conduite lui valut la croix de guerre. Il sera expert dans toutes les questions d'aviation.
Après la guerre, il est assureur-conseil à Laval. Il fonde l'Aéro-club de la Mayenne en 1921 (aéroport de Laval). Il devient député en 1928, sous l'étiquette de candidat républicain d'action sociale et démocratique», et réélu en 1932. Il est battu en 1936 par Félix Grat.
Il est désigné en 1938 comme membre de la mission Mandel qui se rend  en Afrique-Occidentale française. Pendant la durée de l'occupation allemande, il est chef du service des assurances maritimes au Ministère de la marine marchande. Résistant, et cité comme tel par la marine, il est décoré de la Médaille de la Résistance. Il se retire ensuite à Briollay.

## Publications
- Allons, Mayennais ! Reveille-toi !, Paris, les Presses universitaires de France, 1928. In-16, 112 p.

## Mandats nationaux
- député de la Mayenne de 1928 à 1936

## Sources
- « Joseph Boüessé », dans le Dictionnaire des parlementaires français (1889-1940), sous la direction de Jean Jolly, PUF, 1960 [détail de l’édition]